# Meigs County, Ohio
Meigs County är ett administrativt område i delstaten Ohio, USA, med 23 770 invånare. Den administrativa huvudorten (county seat) är Pomeroy. 
Countyt har fått sitt namn efter postministern och tidigare guvernören Return J. Meigs.

## Geografi
Enligt United States Census Bureau så har countyt en total area på 1 120 km². 1 112 km² av den arean är land och 8 km² är vatten.    

### Angränsande countyn
- Athens County - norr
- Wood County, West Virginia - nordost
- Jackson County, West Virginia - öst
- Mason County, West Virginia - sydost
- Gallia County - sydväst
- Vinton County - väst